# Debreceni HK
Le Debreceni HK est un club de hockey sur glace de Debrecen en Hongrie. Il évolue dans la MOL Liga et le Championnat de Hongrie de hockey sur glace.

## Historique
Le club est créé en 1989.

## Palmarès
- Aucun titre.